# Joaquín Ibáñez
Joaquín Bautista Ibáñez (Venado Tuerto, 5 settembre 1996) è un calciatore argentino, centrocampista dell'Almirante Brown.

## Caratteristiche tecniche
È un esterno sinistro che talvolta può essere impiegato da terzino.

## Carriera

### Nazionale
Ha preso parte al Campionato sudamericano Under-17 2013 (3 presenze), al Mondiale Under-17 2013 (6 presenze, 4 gol) ed al Campionato sudamericano Under-20 2015 (7 presenze).

## Palmarès

### Nazionale
- Campionato sudamericano Under-17: 1

Argentina 2013
- Campionato sudamericano Under-20: 1

Uruguay 2015